# Jordi Arcarons i Armenteras
Jordi Arcarons i Armenteras   (Vic, 6 de juny de 1962) és un antic pilot de motociclisme català. Especialista en proves de motocròs, començà a competir en campionats d'aquesta disciplina el 1980 acompanyant el seu germà gran, Toni Arcarons (diverses vegades Campió d'Espanya de motocròs). Més tard es passà a l'enduro i als raids africans i participà en competicions de motos aquàtiques, obtenint nombrosos èxits en totes aquestes modalitats.
Un cop retirat de la competició el 2004, s'ha mantingut vinculat al món del motor com a assessor i entrenador de pilots de raids dins l'equip KTM-Repsol. També fundà una escola de motocròs i una empresa dedicada a l'organització, formació i assessorament de viatges d'aventura amb moto, quad i 4x4.

## Palmarès
Jordi Arcarons guanyà tres vegades el Campionat d'Espanya d'enduro (el 1986 i 1988 en categoria Superiors i el 1989 en 125cc). El 1986, a més, aconseguí la medalla d'or als ISDE celebrats a Itàlia. Pel que fa a les motos aquàtiques, en guanyà la Copa del Món de Raids en la categoria de 785 cc el 1998, motiu pel qual rebé la medalla de bronze al Mèrit Motonàutic de la Federació Catalana.
Fou la modalitat dels raids la que més va cultivar, tot participant en 17 edicions del Ral·li Dakar entre el 1988 i el 2011 durant les quals hi aconseguí la segona posició en quatre ocasions (1994-1996 i 2001) i la tercera en dues (1992-1993). El 2003 hi competí en la categoria de cotxes amb un BMW X5. A banda, cal destacar també els següents èxits dins aquesta especialitat:
- 4 Campionats estatals de raids:
  - 4T: 1987 a 1989
  - Scratch: 1992
- 2 victòries a la Baja Aragón (1988 i 1991)
- 2 victòries al Ral·li de l'Atles (1993 a 1994)
- 1 victòria al Master Rally (1996)
- 1 victòria al Ral·li de Dubai (1997)

### Resultats al Ral·li Dakar
Arcarons va participar en 17 edicions del Ral·li Dakar.
| Any  | Motocicleta        | Posició | Etapes |
| ---- | ------------------ | ------- | ------ |
| 1988 | Merlin             | 31è     | 0      |
| 1989 | Suzuki DR Big      | Retirat | 0      |
| 1990 | Cagiva Elefant 900 | 7è      | 2      |
| 1991 | Cagiva Elefant 900 | 5è      | 2      |
| 1992 | Cagiva Elefant 900 | 3r      | 1      |
| 1993 | Yamaha YZE 850T    | 3r      | 6      |
| 1994 | Cagiva Elefant 900 | 2n      | 5      |
| 1995 | Cagiva Elefant 900 | 2n      | 2      |
| 1996 | KTM LC4            | 2n      | 3      |
| 1997 | KTM LC4            | Retirat | 1      |
| 1998 | KTM LC4            | 6è      | 1      |
| 1999 | KTM LC4            | 4t      | 1      |
| 2000 | KTM LC4            | Retirat | 1      |
| 2001 | KTM LC4 660R       | 2n      | 1      |
| 2002 | KTM LC4 660R       | 7è      | 0      |
| 2003 | KTM LC4 660R       | Retirat | 0      |
|      |                    |         |        |
| 2011 | KTM 450 Rally      | 41è     | 0      |

1. ↑  Primer classificat a la categoria dels 500cc